# Шахаевская II
Шахаевская II — курганная группа, расположенная на правом берегу реки Маныч в Ростовской области, вблизи центральной усадьбы Весёловского зерносовхоза. Археологический комплекс протянулся на 4 км к юго-востоку от совхозного водохранилища и насчитывал 27 насыпей высотой от 0,3 до 2,9 м, часть которых находилась на краю подмываемого берега лимана, другие — на некотором отдалении от него. Шахаевская II была исследована багаевским отрядом Донской экспедиции Института археологии Академии наук СССР в 1972 году.

## Описание

### Курган 1
Первый курган находился на краю берега в юго-восточной части могильника, имел высоту 2,2 м при диаметре около 50 м. Насыпь не имела позднейших досыпок и чётко отделялась от погребенной почвы. В кургане было обнаружено 8 захоронений. Позы погребённых сильно отличались.
Первое захоронение находилось в бровке на расстоянии 0,65 м к северо-западу от центра кургана. На глубине 0,4 м был обнаружен скелет взрослого человека в вытянутом положении на спине. При вспашке захоронение пострадало, поэтому сохранились небольшие фрагменты. Вещей при погребении не было.
Второе находилось рядом с первым на глубине 0,35 м. Контур могильной ямы не прослежен. Кости взрослого человека лежали в беспорядке, непотревоженными остались лишь большая берцовая кость, обломок бедра и стопа одной ноги. По-видимому, погребённый лежал на правом боку с подогнутыми ногами головой на северо-восток. В 0,6 м к северо-востоку от костей ног находились обломки черепа и фрагменты лепного горшка.
Погребение 3 находилось в насыпи на расстоянии 6 м к юго-западу от центра кургана, на глубине 1,07 м. Костяк взрослого человека лежал в скорченном положении на левом боку с сильно подогнутыми ногами и согнутыми в локтях руками. Пяточные кости находились у таза, кисти рук — перед лицом (в такой же позе были найдены останки ребёнка). Там же был обнаружен лепной острорёберный сосуд с отогнутым венчиком, украшенный по краю и у дна орнаментом в виде косых и вертикальных насечек, косых прочерченных линий по шейке, оттисков зубчатого штампа по ребру. В горшке обнаружена обломанная с одного конца костяная трубочка. Глиняная посуда и её фрагменты также были обнаружены в северо-западном секторе кургана. Под черепом четвёртого усопшего археологи обнаружили маленькую медную привязку, а в могильной яме фрагменты курильницы без орнамента.
Седьмое найденное погребение располагалось в катакомбе на расстоянии 13 м к юго-востоку от центра кургана. В юго-западной части входной ямы находилась пустая ниша — подбой. В северной стенке открывался вход в катакомбу в форме узкого овала. В катакомбу вела одна крутая ступенька высотой 13 см. Погребальная камера имела овальную форму и ровное дно, высота уплощенного свода 0,35 м. У западной стенки погребальной камеры находился плоскодонный сосуд с округлым туловом, высокой шейкой и слегка отогнутым краем. К востоку от горшка обнаружены обломки черепа и несколько костей ребенка. Аналогично была выполнена катакомба восьмого захоронения, в котором были обнаружены останки двух человек.
Из обнаруженных в кургане восьми захоронений четыре относятся к катакомбной культуре (погребение 5, 6, 7, 8), два - к срубной (погребение 2, 3), два - поздние, без сопровождающего инвентаря (погребение 1, 4), культурная принадлежность которых осталась неясной.

### Курган 2
Курган располагался на краю обрыва. Западная пола его оползла в пойму, восточная распахана, остальная часть задернована. Наибольшая высота ее от подошвы 1,22 м, длина 32 м, ширина 28 м. Насыпь снималась скрепером с сохранением бровки, шедшей параллельно обрыву
Материк был обнаружен на глубине 1,85 - 1,9 м. В кургане найдено 11 погребений и два скопления костей животных, представлявших собой остатки тризн. Сохранность останков, в целом, такая же, как и в первом кургане В дерновом слое к северу от центра кургана найден обломок горлышка красноглиняной амфоры. На дне могилы третьего захоронения найдены два детских костяка, располагавшиеся лицом друг к другу, соприкасаясь лбами, в скорченном положении. Под правой височной костью второго скелета находились две целые костяные фигурные пронизки и один обломок такой же пронизки.
Погребение 5 глубиной 1,6 м располагалось в насыпи на расстоянии 2,25 м к западу от центра кургана. Костяк взрослого человека лежал в вытянутом положении на спине. Кости правой руки, стопы и голень правой ноги не сохранились. Длина костяка 1,5 м. У левого плеча и справа у грудной клетки обнаружены три мелкие пастовые бусинки диаметром 2 мм, под затылочной костью - обломок острия железного однолезвийного ножа, между коленными суставами половинка глиняного пряслица усечённо-биконической формы.
Восьмое Погребение находилось на расстоянии 5 м к югу от центра кургана. Могильная яма в плане имела неправильную пятилепестковую форму.  В угловых выемках обнаружены остатки четырех больших деревянных колес от повозки. Сохранились чёткие отпечатки торцов колес в тех местах, куда они были поставлены. На глубине 0,4 м от края ямы появилась древесная труха, перемешанная с мелом и остатками камыша. Часть бревен была слегка обуглена. По-видимому, могила имела деревянное перекрытие. В заполнении ямы найдены: обломок стенки лепного горшка с ногтевым орнаментом, створки перламутровой раковины, два небольших обломка точильной плиты, мелкие обломки костей животных, осколки кремня. В могиле оказалось несколько захоронений. Два из них находились в яме, на остатках погребальной повозки, три других лежали в катакомбах под северо-восточной и юго-восточной стенками основной могильной ямы.
Погребальная камера с уплощенным сводом в плане имела трапециевидную форму, несколько расширялась к северо-востоку. В 30 см к северо-западу, у входа в подбой находилось погребение младенца. Почти все кости его истлели, сохранились лишь обломки черепа, плечевых и бедренных костей, интенсивно окрашенные в красный цвет. Рядом с черепом найдены обломки небольшого сосудика, украшенного в верхней части пятью параллельными горизонтальными линиями из оттисков шнура. У черепа лежала перевернутая курильница, имевшая два отделения и крестовидную ножку.
В голове у девятого погребенного обнаружен большой приземистый сосуд с уплощенным отогнутым венчиком. У края дна его расположен налепной валик с округлыми вдавлениями от пальцев. Девять из 11 исследованных в кургане погребений относятся к эпохе бронзы, 2 — к более позднему времени.

### Курган 3
Распаханная земляная насыпь кургана возвышалась на 0,3 - 0,4 м, находилась в 400 м от берега. Раскопочный диаметр 24 м. Насыпь снималась скрепером при сохранении одной бровки в направлении север — юг. Под насыпью исследовано 8 захоронений, сосредоточенных в центре кургана. Насыпь в профиль не отличалась от погребенной почвы, никаких прослоек в ней не прослеживалось. Материк залегал на глубине 0,85 м, толщина слоя погребенной почвы составляла 0,25 - 0,3 м. В профиле было хорошо видно соотношение ряда погребений и рва, вырытого с поверхности кургана. Все погребения расположены компактно в центре кургана. Это свидетельствует, что он долго сохранял чёткие очертания с хорошо выраженной вершиной. К эпохе раннего средневековья центр кургана сместился незначительно.

### Курганы 4-8
В четвёртом кургане исследовано четыре захоронения, в пятом — три, в шестом — шесть, найдены глиняная посуда, курильницы, кости крупного рогатого скота. В седьмом кургане были обнаружены останки женщины. Они лежали в гробовище из тонких досок или плашек, от которых сохранился лишь древесный тлен. Покойница была укрыта тканью из парчи, края которой подвернуты под тело. У левой голени погребенной обнаружен сильно коррозированный однолезвийный нож с треугольным в сечении лезвием, возле черепа находились серебряные серьги со стеклянными вставками, наложенными на перламутровую пластину.